# Tournoi à deux tours
On désigne par tournoi à deux tours ou tournoi à double tour ou « en aller-retour » ou tournoi en double ronde (en anglais (en) « double round-robin ») un type de tournoi de jeu de stratégie (comme les échecs où ce terme est surtout usité, mais aussi les dames, Othello ou le jeu de go) où les adversaires se rencontrent tous deux fois : une fois avec les Blancs et une fois avec les Noirs (matchs aller et retour).

## Utilité
Ce système est surtout utilisé lorsque l'on veut créer des tournois de très haut niveau avec peu de participants, mais de qualité exceptionnelle (typiquement, les 5 ou 6 meilleurs joueurs mondiaux). Cependant, le système peut être décliné à tous les niveaux.
Il permet de compenser l'avantage que procure le fait de jouer en premier ou second (selon le jeu).

## Tournois d'échecs importants disputés à deux tours
Historiquement, des tournois importants ont été des tournois disputés en double tour : 
- Paris 1867 fut le premier tournoi à deux tours de l'histoire (13 joueurs, tournoi remporté par Kolisch devant Winawer et Steinitz) ;
- Baden-Baden 1870 (9 joueurs, tournoi remporté par Anderssen devant Steinitz) ;
- Vienne 1873 (12 joueurs, victoire de Steinitz devant Blackburne et Anderssen) ;
- Paris 1878 (12 joueurs, tournoi remporté par Zukertort devant Winawer, Blackburne, Mackenzie, Bird et Anderssen) ;
- Vienne 1882 (18 joueurs, remporté par Steinitz et Winawer) ;
- Londres 1883 (14 joueurs, remporté par Zukertort devant Steinitz) ;
- New York 1889 (20 participants, tournoi remporté par Tchigorine et Weiss) ;
- Vienne 1898 (19 joueurs, remporté par Tarrasch devant Pillsbury, Janowski, Steinitz, Schlechter, Tchigorine, Burn, Lipke, Maróczy, Blackburne, Schiffers...) ;
- Londres 1899 (15 joueurs, remporté par Lasker devant Janowski, Pillsbury, Maroczy, Schlechter... ) ;
- Vilna 1912 (10 joueurs, championnat de Russie remporté par Rubinstein devant Bernstein, Nimzovitch et Alekhine) ;
- La finale de Saint-Pétersbourg 1914 (finale à 5 joueurs remportée par Lasker devant Capablanca, Alekhine, Tarrasch et Marshall) ;
- New York 1924 (11 joueurs, remporté par Lasker devant Capablanca et Alekhine) ;
- Bled 1931 (14 joueurs, remporté par Alekhine) ;
- Moscou 1936 (10 joueurs, remporté par Capablanca devant Botvinnik, Flohr, Lilienthal, Ragozine, Lasker et Eliskases) ;
- Le tournoi AVRO 1938 (8 joueurs, remporté par Keres et Fine devant Botvinnik, Reshevsky, Alekhine, Euwe, Capablanca et Flohr) ;
- Salzburg 1942 et 1943 (6 joueurs, tournois remportés par Alekhine et Keres) ;
- Les tournois des candidats de Zurich-Neuhausen 1953 (15 participants) et Amsterdam 1956 (10 joueurs) remportés par Smyslov ;
- Les coupes Piatigorsky
  - en 1963 (8 joueurs, Los Angeles, coupe remportée par Kéres et Petrossian) et
  - en 1966 (10 joueurs, Santa Monica, coupe remportée par Spassky devant Fischer, Larsen, Portisch et Petrossian) ;
- Montréal 1979 (10 joueurs, tournoi remporté par Karpov et Tal) ;
- De 1985 à 1991, le tournoi annuel de Tilburg était un tournoi à deux tours ;
- Le tournoi de Bugojno en 1986 (8 joueurs, remporté par Karpov devant Sokolov et Ljubojevic) ;
- Le festival de Bienne, en 1987, de 1989 à 1992, en 1997, de 1999 à 2006, en 2008 et 2009, puis de 2012 à 2015, opposait 6 joueurs (ou 8 joueurs avant 1993) dans un tournoi à deux tours ;
- Las Palmas 1996 (6 joueurs, tournoi remporté par Kasparov devant Anand, Kramnik, Topalov, Karpov et Ivantchouk) ;
- De 1998 à 2010, le tournoi de Linares était disputé chaque année en deux tours ;
- De 2005 à 2009, le tournoi de Sofia (Mtel) était un tournoi à deux tours avec 6 joueurs ;
- Le tournoi de Dortmund en 2001, 2003, 2009, 2010 et 2011 (6 joueurs) ;
- Le mémorial Capablanca, en 2005, 2006 et depuis 2009, oppose 6 joueurs (ou 7 joueurs en 2005) dans un tournoi à deux tours à La Havane ou Varadero ;
- Le tournoi de Bilbao, depuis 2008, oppose 4 ou 6 joueurs dans un tournoi à deux tours ;
- Les tournois des candidats, qui permettent de désigner le challenger du tenant du titre de champion du monde depuis 2013, opposent 8 joueurs. Ils ont été remportés par Carlsen (en 2013), Anand (en 2014), Kariakine (en 2016), Caruana (en 2018), Nepomniachtchi (en 2020-2021, tenu sur deux ans du fait de l’épidémie de Covid-19) puis  de nouveau en 2022.

## Tournois à quatre tours
Aux échecs, les tournois des candidats de 1959 et de 1962 furent des tournois à quatre tours (en quadruple ronde) où chacun des huit joueurs rencontrait ses adversaires quatre fois (deux fois avec les Blancs et deux fois avec les Noirs). Quatre autres tournois importants d'échecs ont été organisés avec quatre tours :
- Le tournoi d'Ostende de 1907 disputé entre six joueurs (Tarrasch, Schlechter, Janowski, Marshall), Burn et Tchigorine) ;
- Le tournoi de New-York de 1927 disputé entre six joueurs (Capablanca, Alekhine, Nimzowitsch, Vidmar, Spielmann et Marshall) ;
- Le « championnat absolu d'URSS » 1941, organisé entre les six premiers du championnat d'URSS d'échecs de 1940 (Lilienthal, Bondarevski, Keres, Smyslov, Boleslavski et Botvinnik) pour désigner un challenger soviétique au champion du monde d'échecs Alexandre Alekhine et remporté par Mikhaïl Botvinnik ;
- Le tournoi quadrangulaire Optieburs d'Amsterdam disputé en mai 1988, remporté par Kasparov devant Karpov, Timman et van der Wiel.

## Tournois à cinq ou six tours
On a pu même voir des tournois à cinq tours (en quintuple ronde) comme ce fut le cas lors du championnat du monde d'échecs de 1948 organisé pour désigner le successeur d'Alexandre Alekhine au rang de champion du monde des échecs, tournoi remporté par Botvinnik.
Lors du tournoi d'échecs de Saint-Pétersbourg disputé en 1895-1896, chacun des quatre participants (Lasker, Steinitz, Tchigorine et Pillsbury) affronta six fois ses trois adversaires.

## Matchs-tournois à huit tours
Lors du championnat du monde d'échecs féminin de 1956, les trois joueuses affrontèrent chacune de leurs adversaires huit fois (tournoi à huit tours).